# Messor incorruptus
Messor incorruptus es una especie de hormiga del género Messor, subfamilia Myrmicinae. 

## Distribución
Esta especie se encuentra en Azerbaiyán, Georgia e Irán.